# Podocarpus matudae
Espèce
Statut de conservation UICN

 VU  : Vulnérable
Podocarpus matudae est une espèce de plantes de la famille des Podocarpacées.